# Hydrocotyle ramiflora
Hydrocotyle ramiflora är en växtart i släktet Hydrocotyle och familjen araliaväxter. Den beskrevs av Karl Johann Maximowicz 1886.
Arten är en perenn ört som förekommer i östra Kina, på Koreahalvön, i Japan, på Taiwan och på Kurilerna. Den har med människans hjälp spritt sig till Turkiet och Kaukasus, och har lyfts fram som en potentiellt invasiv art i Norden. Den är dock inte påträffad i Sverige.